# Pirates of the Sky
Pirates of the Sky è un film muto del 1926 diretto da Charles Andrews.

## Produzione
Il film fu prodotto dall'Hurricane Film Corporation.

## Distribuzione
Distribuito dalla Pathé Exchange, il film uscì nelle sale cinematografiche USA il 20 febbraio 1926.